# Liste der Biografien/Kef
Liste der Biografien |
Portal Biografien |
Personensuche
# |
A |
B |
C |
D |
E |
F |
G |
H |
I |
J |
K |
L |
M |
N |
O |
P |
Q |
R |
S |
T |
U |
V |
W |
X |
Y |
Z |
?
 
Ka |
Kb |
Kc |
Kd |
Ke |
Kf |
Kg |
Kh |
Ki |
Kj |
Kl |
Km |
Kn |
Ko |
Kp |
Kr |
Ks |
Kt |
Ku |
Kv |
Kw |
Ky |
Kx |
Kz
 
Kea |
Keb |
Kec |
Ked |
Kee |
Kef |
Keg |
Keh |
Kei |
Kej |
Kek |
Kel |
Kem |
Ken |
Keo |
Kep |
Ker |
Kes |
Ket |
Keu |
Kev |
Kew |
Kex |
Key |
Kez
Die Liste der Biografien führt alle Personen auf, die in der deutschsprachigen Wikipedia einen Artikel haben. Dieses ist eine Teilliste mit 33 Einträgen von Personen, deren Namen mit den Buchstaben „Kef“ beginnt.

## Kef
- Kef, Jeanne, französische Filmeditorin

### Kefa
- Kefalas, Panagiotis (1785–1825), griechischer Freiheitskämpfer
- Kefale, Wede (* 2000), äthiopische Langstreckenläuferin
- Kefalogianni, Olga (* 1975), griechische Politikerin
- Kefalogiannis, Manolis (* 1959), griechischer Politiker (Nea Dimokratia)
- Kefalow, Welin (* 1968), bulgarischer Fußballspieler und -trainer
- Kefauver, Estes (1903–1963), US-amerikanischer Politiker der Demokratischen Partei

### Kefe
- Kefer, Franz Xaver (1763–1802), deutscher Schulgründer
- Kefer, Linus (1909–2001), österreichischer Autor
- Kefer, Sibylle (* 1976), österreichische Musikerin und Musiktherapeutin
- Kefer, Volker (* 1956), deutscher Manager, Mitglied des Vorstandes der Deutschen BahnVolker Kefer (* 1956)

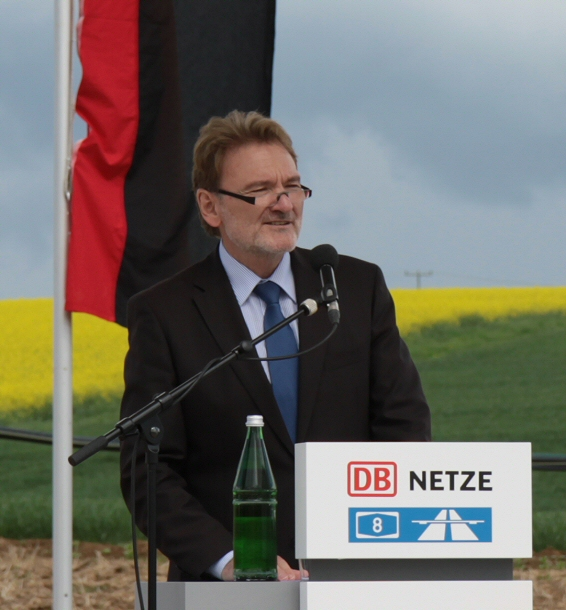
Volker Kefer (* 1956)

- Keferloher, Lisa (* 1994), deutsche Volleyballspielerin
- Keferstein, Adolph (1773–1853), deutscher Papiermacher, Unternehmer und Erfinder
- Keferstein, Albrecht Ludwig (1792–1872), deutscher Unternehmer und Mitglied des Preußischen Herrenhauses
- Keferstein, Christian (1784–1866), deutscher Mineraloge, Ethnograph und Geologe
- Keferstein, Erwin (1915–1943), deutsches NS-Opfer
- Keferstein, Gabriel Wilhelm (1755–1816), Rats- und Bürgermeister der Stadt Halle (Saale)
- Keferstein, Georg (1831–1907), deutscher Politiker
- Keferstein, Georg Adolf (1793–1884), deutscher Entomologe
- Keferstein, Gustav Adolf († 1861), deutscher Pfarrer, Kritiker, Pädagoge und Musikschriftsteller
- Keferstein, Johann August Leberecht (1753–1781), deutscher Papiermüller, Unternehmer und Erfinder
- Keferstein, Johann Christian Friedrich (1752–1805), deutscher Fachbuchautor und Baumeister
- Keferstein, Klaus-Ludwig (* 1950), deutscher Diplomat
- Keferstein, Leberecht Adolf Orlando (1802–1836), deutscher Erfinder, Fabrikant und Papiermüller
- Keferstein, Wilhelm Moritz (1833–1870), deutscher Zoologe

### Keff
- Keffel, Friedrich Eduard (1814–1898), deutscher Kaufmann und Unternehmer
- Keffel, Lars (* 2000), deutscher Leichtathlet und Trainer
- Keffel, René (* 1968), deutscher Fußballtorhüter
- Keffenbrinck-Griebenow, Ernst von (1824–1900), deutscher Gutsherr, Verwaltungsbeamter und Hofbeamter
- Keffenbrink, Julius Friedrich von (1714–1775), deutscher Kirchenjurist

### Kefi
- Kefi, Mohamed Mouldi (* 1946), tunesischer Politiker und Diplomat

### Kefk
- Kefkir, Oğuzhan (* 1991), deutscher Fußballspieler

### Kefl
- Keflezighi, Meb (* 1975), US-amerikanischer Langstreckenläufer